# Nick Novak
(en) Statistiques sur pro-football-reference
Nicholas Ryan Novak (né le 21 août 1981 à San Diego) est un joueur américain de football américain.

## Enfance
Novak naît à San Diego. Après avoir déménagé à Charlottesville en Virginie, il étudie à la Albermarle High School où il joue au football américain et au football. Avec l'équipe de football américain, il est parmi un des meilleurs joueurs du district et de l'État de Virginie. En football, il évolue comme défenseur central dans l'équipe de son lycée, connu pour ses bons résultats, avec son frère jumeau Chris Novak. En 2000, il reçoit son diplôme.

## Carrière

### Université
Il entre à l'université du Maryland. On le découvre en 2001, lors d'un match diffusé à la télévision contre l'université de Georgia Tech où il permet à son équipe de l'emporter après avoir réussi un field goal de quarante-six yards dans les prolongations du match. Chaque saison, il est nommé dans les équipes de conférence et sur la liste des prétendants au Lou Groza Award.
Lors du premier match de la saison 2004 (commençant sa dernière année), il dépasse la barre du plus grand nombre de point marqué par un joueur de la ACC, battant le record de 324 points de Scott Bentley. À la fin de sa carrière, il totalisera 393 points marqués, se classant cinquième de tous les temps pour la NCAA. Lors de cette même année, il remporte le Jim Tatum Award, récompensant le meilleur joueur et étudiant de dernière année de la conférence ACC.

### Professionnel
Nick Novak n'est sélectionné par aucune équipe lors du draft de la NFL de 2005. Lors de la pré-saison, il signe avec les Bears de Chicago mais il n'est pas gardé longtemps et est libéré. Il signe ensuite avec les Cowboys de Dallas mais là aussi le club ne le retient pas pour la saison 2005. En septembre 2005, il signe avec les Redskins de Washington après la blessure de John Hall. Lors du premier Monday Night Football de la saison, Washington se déplace à Dallas et Novak marque les points de transformation qui permettent à Washington de prendre l'avantage à quelques secondes de la fin du match. Juste après, il tire le kickoff et réussi à bloquer le kick returner de Dallas qui s'en allait vers la end-zone. Il permet à Washington de s'imposer.
Contre les Seahawks de Seattle, il marque un field dans les prolongations pour permettre aux Redskins de gagner. Il dispute cinq matchs avant que son contrat soit résilié après le retour sur les terrains de Hall.
Peu après, il signe avec les Cardinals de l'Arizona après que Neil Rackers fut blessé vers la moitié du championnat. Il apparaît lors de cinq matchs et réussi les trois field goals qu'il tente sous les couleurs rouge et blanche de l'Arizona. Il fait ensuite la pré-saison 2006 avec les Cardials avant d'être libéré. Le 10 octobre 2006, il revient chez les Redskins de Washington, une nouvelle fois pour remplacer John Hall forfait. Le 5 novembre 2006, il rate un field goal de quarante-neuf yards à trente-cinq secondes du terme contre Dallas. Mais, dans la suite, Troy Vincent bloque un field goal des Cowboys et Sean Taylor récupère le ballon avant de se faire plaquer sur la ligne des quarante-cinq yards de Dallas mais une pénalité pour face mask est sifflée et le ballon est placé sur la ligne des trente yards. Novak tente un tir de quarante-sept yards et le réussi, permettant à Washington de s'imposer 22-19. Cela sera classé comme quatrième au classement des plus grands moments de football par le site des Redskins. Après avoir joué six matchs, il est libéré au profit de Shaun Suisham.
Après la saison 2007, il signe avec les Bears de Chicago qui l'oriente vers la NFL Europe où il devient le placekicker des Centurions de Cologne, pour la dernière saison du championnat. Il fait une bonne saison et finit troisième du championnat avec Cologne. Il revient de son périple européen chez les Bears et malgré de bonnes prestations en pré-saison, il est libéré, les entraîneurs préférant le rookie Robbie Gould. Lors de la saison 2007, il fait des essais chez les Jaguars de Jacksonville, les Chargers de San Diego et les Chiefs de Kansas City sans pour autant réussir à décrocher un contrat. Le 18 février 2008, il signe avec Kansas City. Le 28 septembre, il réussit ses quatre field goals contre les Broncos de Denver, permettant une victoire 33 à 19. Le 21 octobre 2008, il est libéré après avoir raté deux field goals lors des matchs précédents et est remplacé par Connor Barth. Il est un des sept kicker que les Chiefs vont avoir en deux saisons.
Après sa libération, son nom reste pendant toute la saison 2009 sur la liste des agents libres. Le 29 avril 2010, il signe avec les Chargers de San Diego pour être mis en compétition avec Nate Kaeding mais San Diego le libère avant le début de la saison.
Novak décide de s'éloigner de la NFL et tente sa chance en United Football League, signant pour les Tuskers de la Floride. Il débute contre les Locomotives de Las Vegas où il bat le record du plus long field goal réussi en UFL avec cinquante-quatre yards. Il réussit lors de ce match, un tir de vingt-trois yards. Il est nommé pour son premier match dans cette fédération, joueur de la semaine de l'équipe spéciale. Lors de la quatrième journée contre les Colonials d'Hartford, il réussit quatre field goals de vingt-neuf, quarante-deux, vingt-quatre et trente-huit yards, permettant aux Tuskers de l'emporter. Il est nommé pour la deuxième fois joueur de l'équipe spéciale de la semaine. Durant cette saison en UFL, il réussit quinze de ses dix-huit field goals. Le 24 novembre, il est nommé MVP de l'équipe spéciale de la saison.
Le 9 février 2011, Novak revient en NFL avec les Jets de New York, étant mis en compétition avec Nick Folk. Le Wall Street Journal pense que Novak figurera dans l'effectif pour la saison 2011 mais les entraîneurs le font mentir, il est libéré le 30 août.
Le 13 septembre 2011, Novak revient chez les Chargers après la blessure de Nate Kaeding, forfait pour la saison. Il signe un contrat de deux ans.

## Statistiques
| Année  | Équipe    | MJ     |        | Field goals | Field goals | Field goals | Field goals |         | Extra Points | Extra Points | Extra Points |      | Punt | Punt | Punt |
| Année  | Équipe    | MJ     | Tentés | Réussis     | %           | Long        | Tentés      | Réussis | %            | Tentés       | Yards        | Moy. |      |      |      |
| 2005   | Cardinals | 5      | 3      | 3           | 100         |             |             |         |              |              |              |      |      |      |      |
| 2005   | Redskins  | 5      | 7      | 5           | 71,4        |             | 15          | 15      | 100          |              |              |      |      |      |      |
| 2006   | Redskins  | 6      | 10     | 5           | 50          | 47          | 10          | 10      | 100          |              |              |      |      |      |      |
| 2008   | Chiefs    | 6      | 10     | 6           | 60          | 43          | 7           | 7       | 100          |              |              |      |      |      |      |
| 2011   | Chargers  | 15     | 34     | 27          | 79,4        | 53          | 42          | 41      | 97,6         |              |              |      |      |      |      |
| 2012   | Chargers  | 13     | 20     | 18          | 90          | 51          | 33          | 33      | 100          |              |              |      |      |      |      |
| 2013   | Chargers  | 16     | 37     | 34          | 91,9        | 50          | 42          | 42      | 100          |              |              |      |      |      |      |
| 2014   | Chargers  | 16     | 26     | 22          | 84,6        | 52          | 40          | 40      | 100          | 6            | 240          | 40   |      |      |      |
| 2015   | Texans    | 13     | 21     | 18          | 85,7        | 51          | 31          | 29      | 93,5         | 1            | 36           | 36   |      |      |      |
| 2016   | Texans    | 16     | 41     | 35          | 85,4        | 53          | 25          | 22      | 88           |              |              |      |      |      |      |
| 2017   | Chargers  | 7      | 13     | 9           | 69,2        | 50          | 18          | 17      | 94,4         |              |              |      |      |      |      |
| Totaux | Totaux    | Totaux | 222    | 182         | 82          | 53          | 263         | 256     | 97,3         | 7            | 276          | 39,4 |      |      |      |

## Palmarès
- Mention honorable de la conférence ACC 2001 et 2004
- Équipe de la ACC de la saison 2002 et 2003
- All-American en 2002 par Sporting News
- Joueur de l'équipe de l'équipe spéciale de l'UFL de la première et quatrième journée 2010
- MVP de l'équipe spéciale de la saison 2010 en UFL.